# 真田駅
真田駅（さなだえき）は、長野県小県郡真田町（現・上田市）に存在した上田交通真田傍陽線の駅（廃駅）。同線の終着駅であった。

## 概要
上田交通の前身のひとつ・上田温泉電軌が真田傍陽線の前身である北東線を開業させたのは、小県郡の5村（長村・神科村・傍陽村・殿城村・本原村、いずれも現在は上田市）が猛運動を展開したことと、菅平高原の開発という目的があったためである。上田温泉電軌が設立された当時、長村と上高井郡仁礼村（現・須坂市）にまたがる菅平高原は大正時代に入りスキー場として最適の地として知られるようになったが、上田温泉電軌は上記線建設を機に菅平高原開発を進めるようになった。
当駅から直通のバスを設定して上田駅からの交通の便を図ったり、菅平に直営のホテル・スキー場を建設。さらには通年のリゾート地とするためラグビーの練習場も建設。現在の隆盛の土台を作った。当駅は、菅平の開発と切っても切り離せない歴史を持つ駅であった。

## 歴史
- 1928年（昭和3年）5月1日：上田温泉電軌北東線の本原 - 当駅間開通と同時に開業[1]。
- 1939年（昭和14年）8月30日：上田温泉電軌の社名変更および線名改称に伴い、上田電鉄菅平鹿沢線の駅となる。
- 1943年（昭和18年）10月21日：会社合併に伴い、上田丸子電鉄の駅となる。
- 1960年（昭和35年）4月1日：線名改称に伴い、真田傍陽線の駅となる。
- 1969年（昭和44年）6月1日：上田丸子電鉄の社名変更に伴い、上田交通の駅となる。
- 1972年（昭和47年）2月20日：真田傍陽線の廃線に伴い廃止。

## 駅構造
長いホーム（1面1線）をもった終着駅で、ホームは線路の南側に位置、反対側の北側には2線以上の貨物側線を設けており、菅平高原で栽培されたキャベツ・レタスといった高原野菜が貨車に積まれて上田駅まで運ばれ、そこから東京・名古屋・大阪方面に輸送されていた。
駅舎はバスターミナル機能を持ち、地味な造りながら広く、菅平高原行きの自社バス・群馬県長野原駅・鹿沢温泉行きの国鉄バスが発着していた。丸子町駅とは違い最初からバスの大型化に対応したものであったため、後年まで改築されずに使用されたという。

## 廃止後の状況
廃止後はバスターミナルとして駅舎がそのまま利用されていたが、老朽化が進んだため、2003年頃に解体された。
現在は国道144号の本線の脇にあるホームの名残が、駅跡を示すポイントとなっている。駅廃止後は、上田交通→上電バス→上田バスのバス停留所・回転所となっている。

## 隣の駅
上田交通
真田傍陽線
長村駅 - 真田駅